# Штефанє
45°48′ пн. ш. 16°43′ сх. д. / 45.8° пн. ш. 16.72° сх. д.
Штефанє (хорв. Štefanje) — громада і населений пункт у Б'єловарсько-Білогорській жупанії Хорватії.

## Населення
Населення громади за даними перепису 2011 року становило 2 030 осіб. Населення самого поселення становило 336 осіб.
Динаміка чисельності населення громади:
Динаміка чисельності населення центру громади:

## Населені пункти
Крім поселення Штефанє, до громади також входять:
- Блатниця
- Даскатиця
- Доня Шушняра
- Горня Шушняра
- Ламинаць
- Нарта
- Старине
- Старо-Штефанє